# Индуизъм
Индуизмът е религия, разпространена главно в Индия и Непал. Тя обхваща широк кръг различаващи се едно от друго направления от народния индуизъм и ведизма до бхакти и вайшнавизма. Всички те са обединени от споделени концепции, разпознаваеми ритуали, обща космология и текстова основа, поклонения на общи свещени места. Индуизмът включва различни деноминации, всяка от тях със сложно многообразие на вярвания и практики.
Индуизмът понякога е определян като най-старата религия в света, а някои последователи и изследователи го наричат Санатана Дхарма (на санскрит: सनातन धर्म, „Вечният закон“), появила се преди самото човечество. Повечето учени обаче разглеждат индуизма като сливане или синтез на разнородни индийски култури и традиции с различни корени и без индивидуален основоположник. Този синтез на индуизма започва да се формира между V век пр. Хр. и III век, след епохата на Ведите.
В демографско отношение индуизмът е третата най-разпространена религия в света след християнството и исляма с около 1 милиард последователи, приблизително 828 милиона от които живеят в Република Индия. Други значителни индуистки общности живеят в Непал (23 милиона), Бангладеш (14 милиона) и Индонезия (3,3 милиона, главно на остров Бали). По-малки групи има в Мавриций, Фиджи, Гаяна, Тринидад и Тобаго, Суринам и сред индийската диаспора по света.
В основата на индуизма се намират множество религиозни текстове, които се разделят на две групи – шрути („чути“) и шмрити („запомнени“). Те разглеждат въпроси на теологията, философията и митологията и съдържат указания за практикуването на дхарма, религиозния живот. Сред тези текстове най-важни, авторитетни и древни са Ведите. Други основни текстове са Упанишадите, „Пурана“ и епосите „Махабхарата“ и „Рамаяна“, сред които особено значение има „Бхагавад гита“, трактат в поетична форма, включен в „Махабхарата“.

## Наименование
Наименованието „индуизъм“ произлиза от индоарийската и санскритска дума „синдху“ (буквално „река“, „море“), индоарийското име на река Инд в северозападната част на Индийския субконтинент. Първото писмено споменаване на индуси е в персийски надписи от VI век пр. Хр., говорещи за хората отвъд река Инд, като смисълът му е чисто географски, а не религиозен. За първи път за „индуси“ в религиозен смисъл се говори в книгата на китайския пътешественик от VII век Сюен Дзан, а по-късно и в различни ислямски текстове.
В самата Индия „индуси“ започва да се използва като религиозно определение през XV – XVI век, за да разграничи привържениците на традиционната религия от мюсюлманите, наричани явана („чужденци“) и млекха („варвари“). В европейски текстове тя започва да се използва за обозначение на религията в средата на XVII век, като през XVIII век тази употреба става масова. По това време в европейските езици се появява и терминът „индуизъм“, обозначаващ местните религиозни, философски и културни традиции в Индия.

## Определения
Индуизмът обхваща разнородни идеи за духовността и различни традиции и няма църковна йерархия, неоспорими религиозни авторитети, управляващо тяло, пророци или задължителна свещена книга, като индуистите могат да бъдат политеисти, пантеисти, монотеисти, монисти, агностици и атеисти. Поради широкия набор от традиции и идеи, определяни като индуистки, намирането на точно и пълно определение е трудно. Различни изследователи определят индуизма като религия, религиозна традиция, набор от религиозни вярвания и начин на живот. Индуистките традиционалисти определят индуизма като „дхарма“, понятие с по-широк обхват от „религия“.

## Направления
Индуизмът обикновено се разделя на няколко основни направления, но няма общоприета система за тяхното разграничаване. В миналото той е разделян на шест дарсани (философии), но днес от тях относително активни са само две – веданта и йога. Класифицирани според основното божество, четирите основни съвременни направления са вайшнавизъм (основно божество е Вишну), шиваизъм (Шива), шактизъм (Шакти и смартизъм (пет равнопоставени основни божества). Макар индуизмът да приема множество божествени същества, за много индуисти божествата са само проявления на един основен Бог или дори на деперсонализирана абсолютна същност.
Друга класификация на направленията на индуизма се базира на разликите в емоционалното отношение към религията. Така Джун Макданиъл обособява шест основни и множество второстепенни течения, като основните са народният индуизъм (базиран на местни традиции и култове към местни божества – най-древният предписмен вариант), ведическият индуизъм (базиран на най-ранните части на Ведите от II хилядолетие пр. Хр.), ведантическият индуизъм (базиран на Упанишадите с Веданта и фокусиран върху познанието и мъдростта), йогическият индуизъм (базиран на „Йога сутра“ и с фокус върху интроспективното осъзнаване), дхармическият индуизъм (насочен към ежедневното поведение, „вяра в карма, крави и касти“) и бхактическият индуизъм (с фокус върху емоционалното преживяване в търсене на духовността).
От XIX век насам движението на индуисткия модернизъм си поставя за цел да върне индуизма в основата на индийската цивилизация, като същевременно го пречисти от тантрически елементи за сметка на ведическите, подчертаят се универсалните му страни и се интегрира съвременен подход към социалните проблеми. Този подход намира добър прием не само в Индия, но и на Запад. Основни представители на индуисткия модернизъм са Рам Мохан Рой, Свами Вивекананда, Сарвепали Радхакришнан, Махатма Ганди.

## Вярвания
Въпреки разнородните направления в индуизма той се обединява около някои основни вярвания. Повечето течения се придържат към основния корпус от свещени текстове – Ведите, макар че има и изключения. Ведите са преносител на древна култура традиция и източник на гордост за индуистите.

### Пурушартха
Класическият индуизъм приема четири цели или стремежи за човешкия живот – кама, артха, дхарма и мокша, наричани общо пурушартха.
Дхарма се смята в индуизма за ключова цел на човешкото същество. Концепцията за дхарма включва поведение, което е в съгласие с рта – редът, правещ живота и вселената възможни, и обхваща задълженията, правата, законите, нормите на поведение, добродетелите и „правилния начин на живот“. Индуизмът приема, че всяко същество е длъжно да приема и уважава дхарма, за да се поддържа хармонията и редът в света. Редът на дхарма обхваща не само земния, но и отвъдния свят, като формата санатана дхарма подчертава нейния непреходен характер и това, че тя няма нито начало, нито край.
Аратха е добродетелното търсене на богатство и стопански просперитет. Концепцията за аратха включва всички „средства за живот“, дейности и ресурси, които позволяват на човека да достигне желаното състояние, богатство, кариера или финансова сигурност. Правилното следване на аратха се смята в индуизма за важна цел на човешкия живот.
Кама означава желание, страст, копнеж, удоволствие на сетивата, естетическа наслада от живота, привличане или любов, със или без сексуални конотации. Индуизмът приема кама за съществена и здравословна цел на човешкия живот, когато не се преследва за сметка на дхарма, артха и мокша.
Мокша е крайната и най-важна цела на човека според индуизма. Някои направления в индуизма, особено теистичните, свързват мокша преди всичко с освобождаването от мъките, страданието и цикъла на преражданията самсара, докато за други школи мокша е постижима и в настоящия живот чрез самопознание, разбиране на природата на душата, освобождаване и „осъзнаване на цялата вселена като Аз“.

### Карма и самсара
Ако правиш добри неща през живота си получаваш благоприятна карма тоест получаваш по-висша форма на живот, но ако си лош през живота си получаваш низше тяло.
Основни думи карма, дхарма и самсара.

## Обществена система
Индуизмът поддържа кастовото разделение на индийското общество.

## История
Най-старите свидетелства за религиозна дейност в Индия датират от къснонеолитната Индска цивилизация между средата на 6 хилядолетие пр.н.е. и средата на 3 хилядолетие пр.н.е. Вярванията от един по-късен период, между средата на 2 хилядолетие пр.н.е. и 6 век пр.н.е., вече се определят като историческа ведическа религия. Те, както и днешния индуизъм, се основават на Ведите, най-старата от които, Ригведа, се появява между 1700 и 1100 година пр.н.е. Ведизмът се концентрира върху почитането на божества, като Индра, Варуна и Агни и практикуването на ритуала сома. Най-ранните ведически традиции имат силно сходство със зороастризма и други индоевропейски религии, а разпространението им в Индия се свързва със завладяването на региона от индоарийците, говорещи санскрит.
Арийците донасят сложен обред на жертвоприношение – яджна, по време на който, в жертва на боговете се принася печено говеждо месо и напитката сома. Арийците се смесват с местните племена, наречени в Ригведа даса. В резултат на това състава на обществото се усложнил и това довело до развитието на кастовата система, която става социална база на индуизма. В новата система първостепенна роля се отреждало на брахмините – познавачи на Ведите и главни изпълнители на обредите. Главните санскритски епоси Рамаяна и Махабхарата са съставени в рамките на продължителен период, обхващащ последните векове преди новата ера и първите столетия от нея. Те съдържат митологични разкази за владетели и войни в древна Индия, смесени с религиозни и философски трактати.
В средата на 1 хилядолетие пр.н.е. индуизмът е силно повлиян от появата и широкото разпространение на три религиозно-философски учения – Упанишадите, джайнизма и будизма. Махавира и Буда смятат, че за постигането на мокша или нирвана не е нужно да се приема авторитета на Ведите или кастовата система, поддържана от индуизма, като Буда дори твърди, че съществуването на душата или на Бог не е задължително. През 6 век пр.н.е. популярност в северната част на страната придобива атеистичното учение на Чарвака. Будизмът достига най-голямо влияние в Индия при управлението на Ашока, обединил голяма част от подконтинента в държавата Мауря през 3 век пр.н.е., но през следващите векове будизмът отново губи влияние за сметка на индуизма.
През 3 век в индуизма се оформят няколко самостоятелни направления – санкхя, йога, няя, вайшешика, миманса, веданта. Санскритската култура запада през 6 век, а появилата се по това време Пурана, съдържаща митове за божествените деви, техните отношения с хората и войните им с демоничните ракшаси, става основа на един по-масов индуизъм, изместил елитарния брахманизъм.
Ислямът достига до Индия в началото на 7 век с появата на арабски търговци и завладяването на Синдх от мюсюлманите, но засилва влиянието си през 12 век, когато голяма част от подконтинента е подчинена от мюсюлмански държави. През този период будизмът бързо запада, а много индуисти приемат исляма. Някои мюсюлмански владетели, като Аурангзеб, подлагат индуизма на преследвания, докато други, като Акбар, са относително толерантни към него. Самият индуизъм претърпява дълбоки промени, до голяма степен под влиянието на изявени учители, като Рамануджа, Мадхвачаря и Чайтаня Махапрабху. Последователите на течението бхакти се отдръпват от абстрактната концепция за Брахман, изградена от философа Ади Шанкара няколко века преди това, заменяйки я с емоционално почитане на по-достъпни аватари, най-вече Кришна и Рама.
През 19 век индийската религиозна литература предизвиква интереса на западни филолози, като Макс Мюлер и Макс Удроф, които изследват класически текстове на Ведите, Пурана и Тантра. По същото време организации като Брахмо Самадж и Теософско общество се опитват да смесят индуистката философия с авраамическата традиция, стремейки се към реформиране на индийското общество, докато други течения, като последователите на Рамакришна и Рамана Махарши, се концентрират главно върху местните традиции. Видни философи, като Шри Чинмой, Шри Ауробиндо и Бхактиведанта Свами Прабхупада, превеждат и адаптират към съвременните условия класическите индуистки текстове.